# Саккетти, Франко
Фра́нко Сакке́тти (итал. Franco Sacchetti; 1332, Дубровник — август 1400, Сан-Миниато, Тоскана) — итальянский поэт и писатель. Известен в первую очередь как автор сборника «Триста новелл».

## Биография
Родился приблизительно в 1332 году в Рагузе в старинной купеческой семье Флоренции. C 1370 года принимал деятельное участие в политической жизни, был послом Флоренции в Болонье и Милане, подеста в разных городах. Умер от чумы в 1400 году в Сан-Миниато в провинции Пиза.
Автор мадригалов, баллад, шуточной поэмы «Бой прекрасных женщин Флоренции со старухами» („La battaglia dellie belle donne di Firenze colle vecchie“), религиозных проповедей. Особенно известен сборником «Триста новелл» (сохранилось 228), отличающихся от новелл Боккаччо большей простотой. Впервые новеллы Саккетти были напечатаны в двух томах в 1724 году, а в 1727 году издание попало в Индекс запрещённых книг. Но современники и последующие поколения итальянских новеллистов хорошо знали новеллы Саккетти по рукописным спискам. Многие писатели на него ссылались, а некоторые и прямо использовали его сюжеты.

## Галерея
- Il libro delle rime (Laterza, 1936)
- La battaglia delle belle donne (Бари, 1938)

## Публикации на русском языке
- Новеллы. — М.: Изд-во Академии наук СССР, 1962 (Литературные памятники)